# Fernando Capez
Fernando Capez (São Paulo, 22 de março de 1964) é um jurista, professor e político brasileiro, filiado ao União Brasil (UNIÃO). Foi deputado estadual, tendo presidido a Assembleia Legislativa de São Paulo, além de secretário especial de Defesa do Consumidor e diretor executivo da Fundação Procon SP.
É procurador de Justiça do Ministério Público de São Paulo (licenciado) e publicou mais de 20 obras no campo do direito, principalmente do direito penal.

## Biografia
Fernando Capez nasceu em 22 de março de 1964, no bairro da Aclimação, na região central de São Paulo. Formou-se em direito pela Universidade de São Paulo (USP) em 1986 e obteve o título de mestre pela mesma instituição em 2001. No ano de 2008, obteve o título de doutor pela Pontifícia Universidade Católica de São Paulo (PUC-SP).
Ingressou no Ministério Público de São Paulo em 1988, fazendo parte do primeiro grupo de Promotores de Justiça responsáveis pela defesa do patrimônio público e da cidadania. Destacou-se na atuação contra a violência de torcidas organizadas em 1994 e nas irregularidades na coleta de lixo na Prefeitura de São Paulo em 1999.
Filiado ao Partido da Social Democracia Brasileira (PSDB), foi eleito deputado estadual, cargo que ocupou por três legislaturas consecutivas. Também foi presidente da Assembleia Legislativa no biênio 2015-2017 e da Comissão de Constituição e Justiça por dois mandatos. Entre os feitos de sua atuação, destaca-se o projeto que proíbe os hospitais de exigirem cheque caução para internação de pacientes que não possuem plano de saúde, bem como a presidência da comissão parlamentar de inquérito que investigou o mercado de reposição de autopeças.
No ano de 2018, foi indicado pelo então governador João Doria ao cargo de diretor executivo da Fundação Procon SP. Dois anos depois, assumiu a Secretaria Especial de Defesa do Consumidor, criada para atuar durante a pandemia de COVID-19.
Capez teve seu nome investigado em 2012 por nepotismo cruzado, em 2018 no âmbito da Máfia da merenda, e em 2021 por caixa 2. Todas foram arquivadas.